# Klein Pampau
Klein Pampau és un municipi situat al districte de Ducat de Lauenburg, a l'estat federat de Schleswig-Holstein (Alemanya), amb una població a finals de 2016 d'uns 631 habitants.
Està situat al sud de l'estat, prop del riu Elba i del canal Elba-Lübeck, i de les fronteres amb la ciutat d'Hamburg i els estats de Baixa Saxònia i Mecklenburg-Pomerània Occidental.